# Camaricus siltorsus
Camaricus siltorsus es una especie de araña cangrejo del género Camaricus, familia Thomisidae. Fue descrita científicamente por Saha & Raychaudhuri en 2007.

## Distribución
Esta especie se encuentra en India.

## Tratamiento taxonómico
La especie aparece registrada y publicada en Crab spiders (Araneae: Thomisidae) of Jaldapara Wildlife Sanctuary, Jalpaiguri, West Bengal - I. Journal of the Bombay Natural History Society 104: 58–63.